# فريديريك بونس
خطأ لوا في mw.text.lua على السطر 25: bad argument #1 to 'match' (string expected, got nil).
فريديريك بونس (بالفرنسية: Frédéric Pons)‏ (14 مايو 1962 الجزائر الجزائر - ) هو لاعب كرة قدم فرنسي، يلعب كمدافع.

## وصلات خارجية
- فريديريك بونس على موقع قاعدة بيانات كرة القدم.إي يو (الإنجليزية)
- فريديريك بونس على موقع عالم كرة القدم.نت (الإنجليزية)